# Actualidad en positivo (Venevisión Plus)
Actualidad en Positivo fue un programa de televisión venezolano producido y conducido por la periodista Patricia Carles para la cadena de televisión por suscripción Venevisión+Plus dedicado al tema de la convivencia y temáticas de sensibilidad social, autoestima y positivismo en la vida.

## Formato
El programa se basó en el mundo del positivismo, consejos para el bienestar personal y convivencia con las demás personas, notas de visión positiva y entrevistas a profesionales del área. Se estrenó el 30 de mayo de 2015.
Se emitió los sábados a las 09:00am por unos meses, luego desapareció de la parrilla del canal.